# Franc-maçonnerie bruxelloise au XIXe siècle

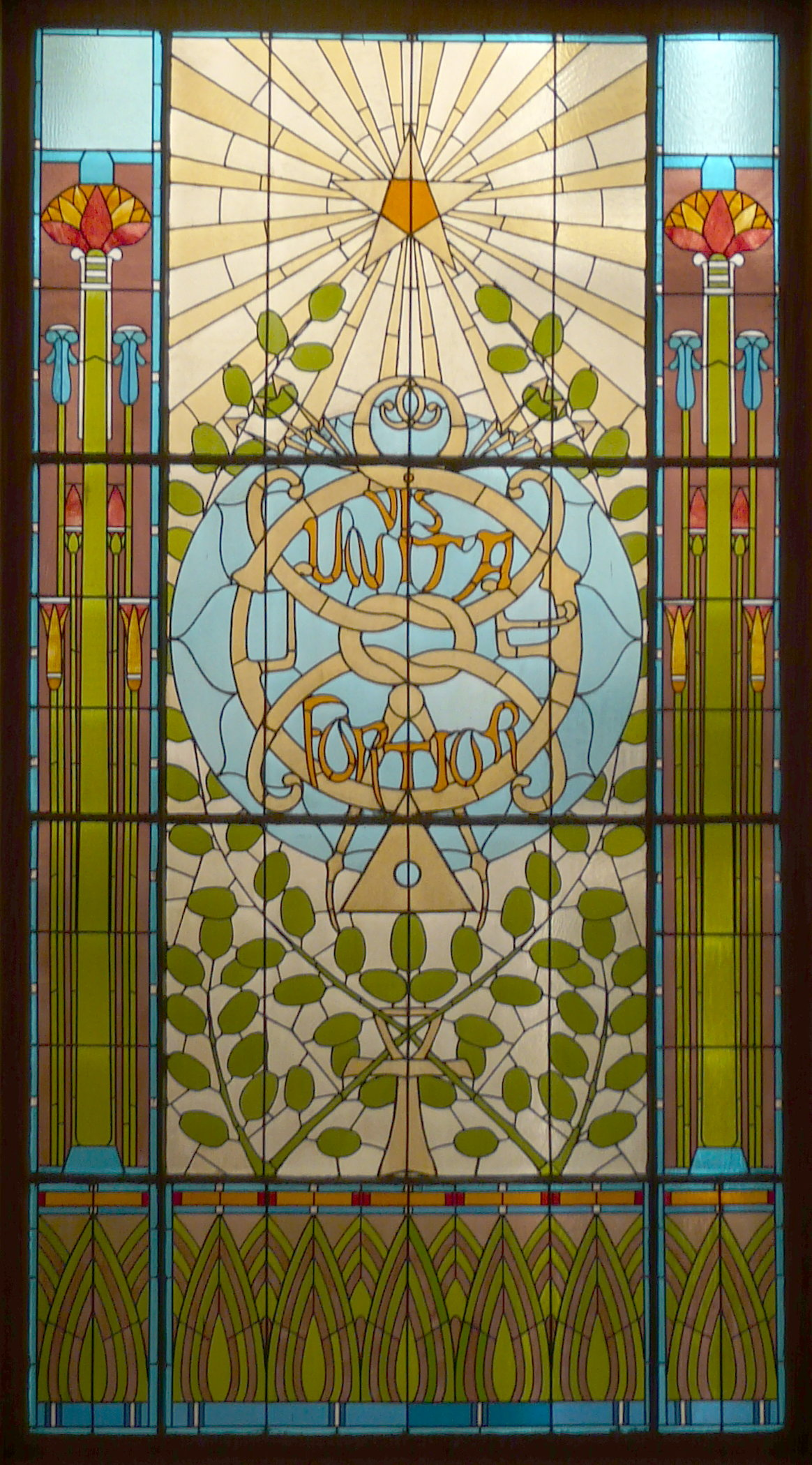
Vitrail à sujet maçonnique, décorant l'immeuble siège de l'asbl « Union et Philanthropie», rue de Laeken à Bruxelles

Le franc-maçonnerie s'est établie à Bruxelles au XVIIIe siècle et n'a cessé depuis lors d'exister dans la capitale belge de sorte qu’il n’est pas possible de parler d’histoire bruxelloise sans évoquer le rôle et l'influence qu'elle a exercé au sein de la société.

## Histoire
Au fil des siècles, les pages de l'histoire de la franc-maçonnerie bruxelloises ont continué de s'écrire avec la même intensité. Ainsi, dans les domaines des  beaux-arts, de l’architecture, de la science, et de la politique, l’on y trouve le nom de nombreux initiés, comme on peut le découvrir à travers le livre Itinéraire de la franc-maçonnerie à Bruxelles.
Dans le domaine de la politique, les Bruxellois, au cours du XIXe siècle, ont ainsi presque exclusivement eu comme bourgmestres ou comme échevins des « Fils de la lumière », comme cela avait déjà commencé dans l’Ancien Régime où de nombreux membres des Lignages de Bruxelles faisaient déjà partie de la franc-maçonnerie.
Dans le domaine de l'éducation, une des universités situées en territoire bruxellois, l'université libre de Bruxelles (ULB), a été fondée par de nombreux frères maçons, parmi lesquels on comptait encore beaucoup de catholiques, à la suite d'un appel des loges de Belgique. Et comme l'écrit Liane Ranieri, « Issue à l'origine des loges maçonniques bruxelloise, l'université de Bruxelles avait bénéficié largement de l'appui des autorités communales ; 25 conseillers sur 31 figuraient au nombre de ses administrateurs ».

## Liste des loges bruxelloises auXIXesiècle
- Les Amis philanthropes
- L'Union des peuples
- Les Vrais Amis de l'union, puis Les Vrais Amis de l'union et du progrès réunis
- La Paix (anciennement la Paix et la Candeur, loge située rue du Pont neuf)[3]
- La Candeur
- L'Espérance (loge)
- L'Heureuse Rencontre
- La Parfaite Amitié
- Le Travail, (loge fondée en 1840)

## Personnalités membres de loges bruxelloises auXIXesiècle
Index biographique de quelques membres connus adhérents aux loges bruxelloises au cours du XIXe siècle.

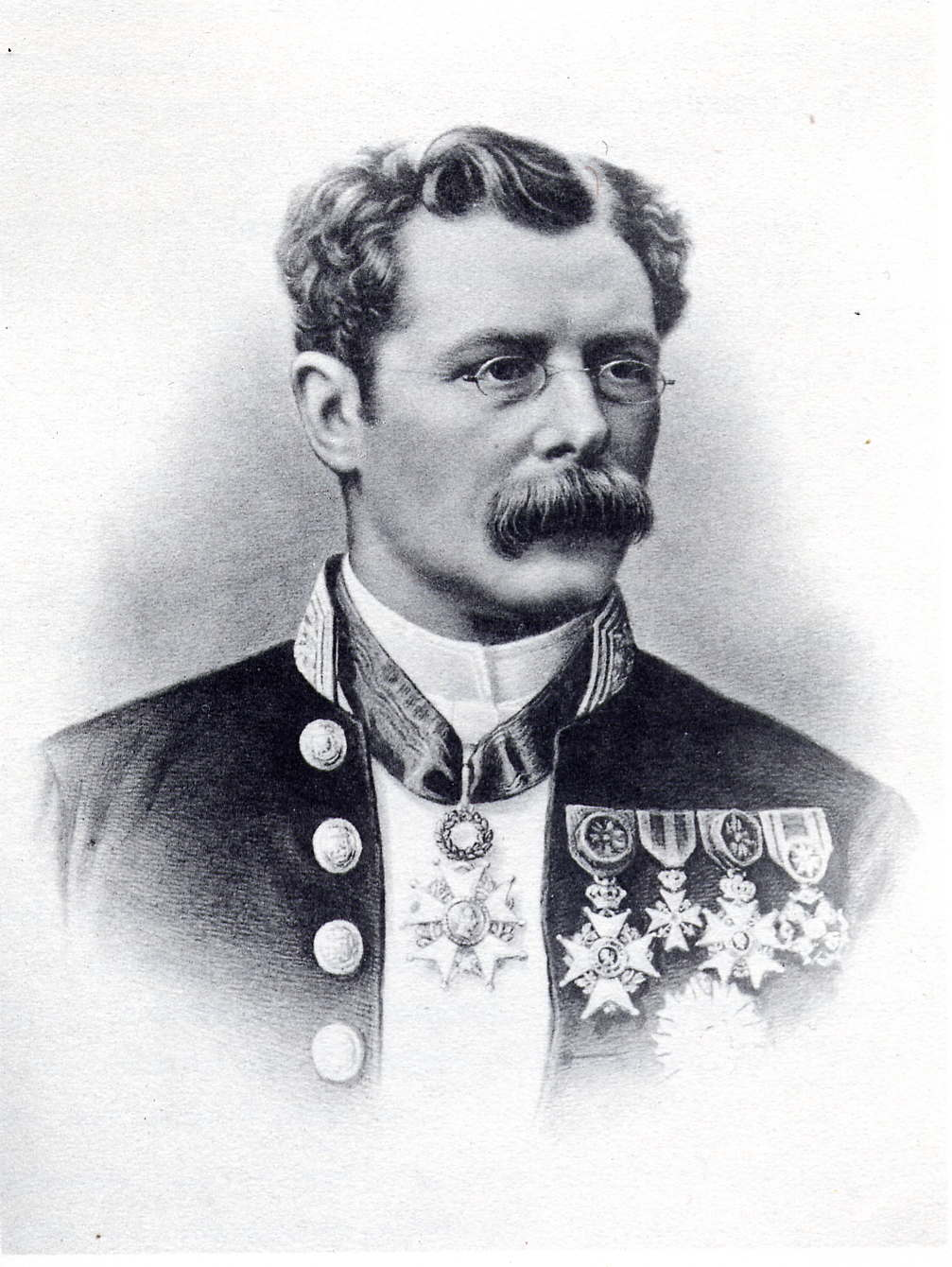
Jules Anspach, bourgmestre de Bruxelles, membre des "Amis philanthropes" à Bruxelles.

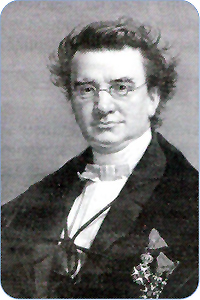
Auguste Baron, homme de lettres et enseignant, Les Amis philanthropes.

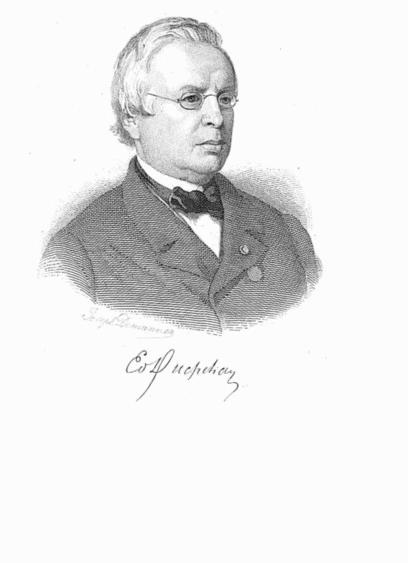
Édouard Ducpétiaux(1804-1868), journaliste, Les Vrais Amis de l'union et du progrès réunis, Bruxelles (GOB).

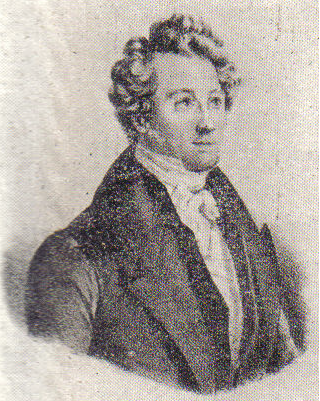
Alexandre Gendebien, membre de la loge « Les Amis philanthropes » à Bruxelles

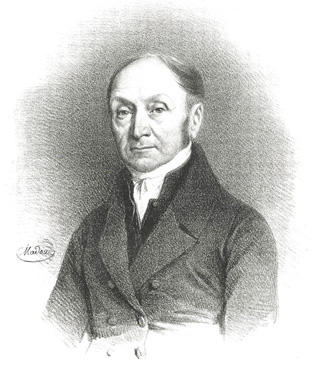
Le philosophe belge Louis Gruyer, initié au Rite Primitif de Narbonne par le marquis de Chefdebien le 14 février 1808, à la loge des Philadèlphes, G.O.D.F. dont il sera secrétaire et sera élevé au degré de S.P.R.C.

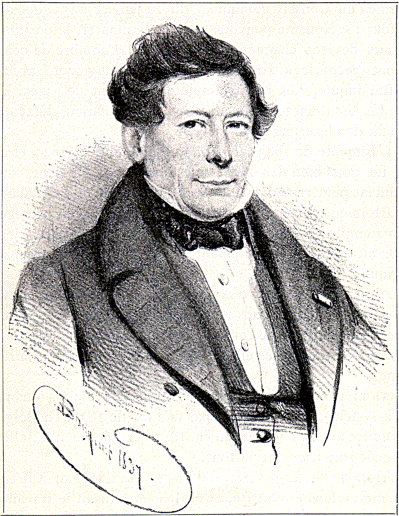
Félix de Mérode, membre de la loge « l'Union des Peuples », à Bruxelles (GOB).

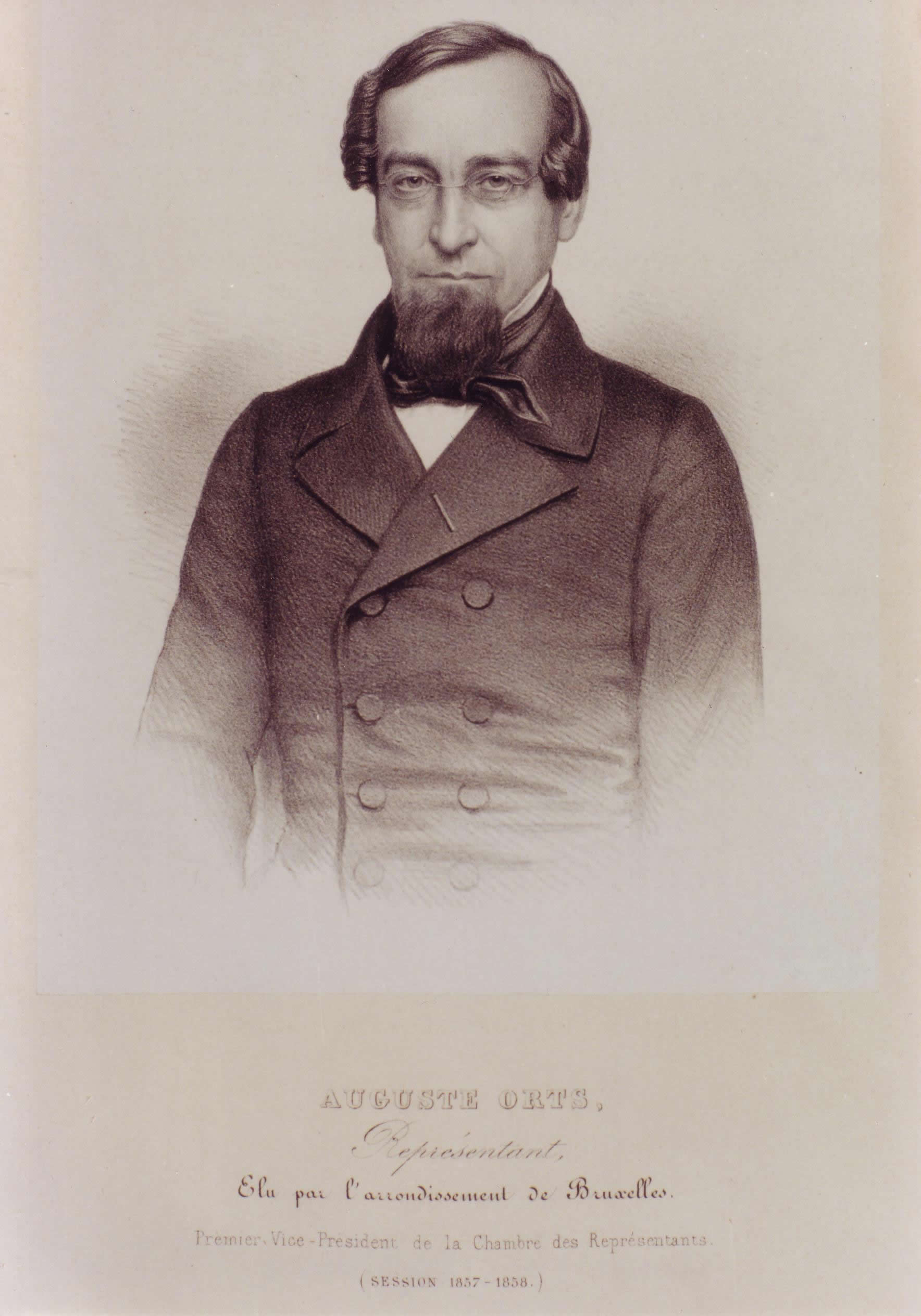
Auguste Orts, membre des « Amis philanthropes ».

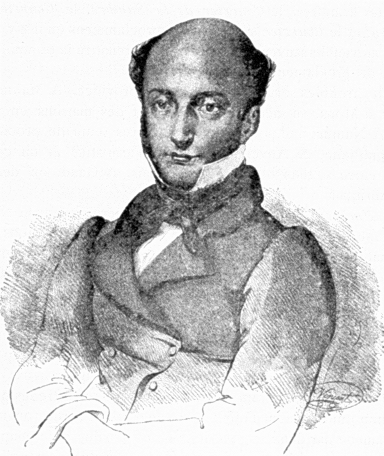
Louis de Potter, membre de la loge "La Paix", Bruxelles (GOB).

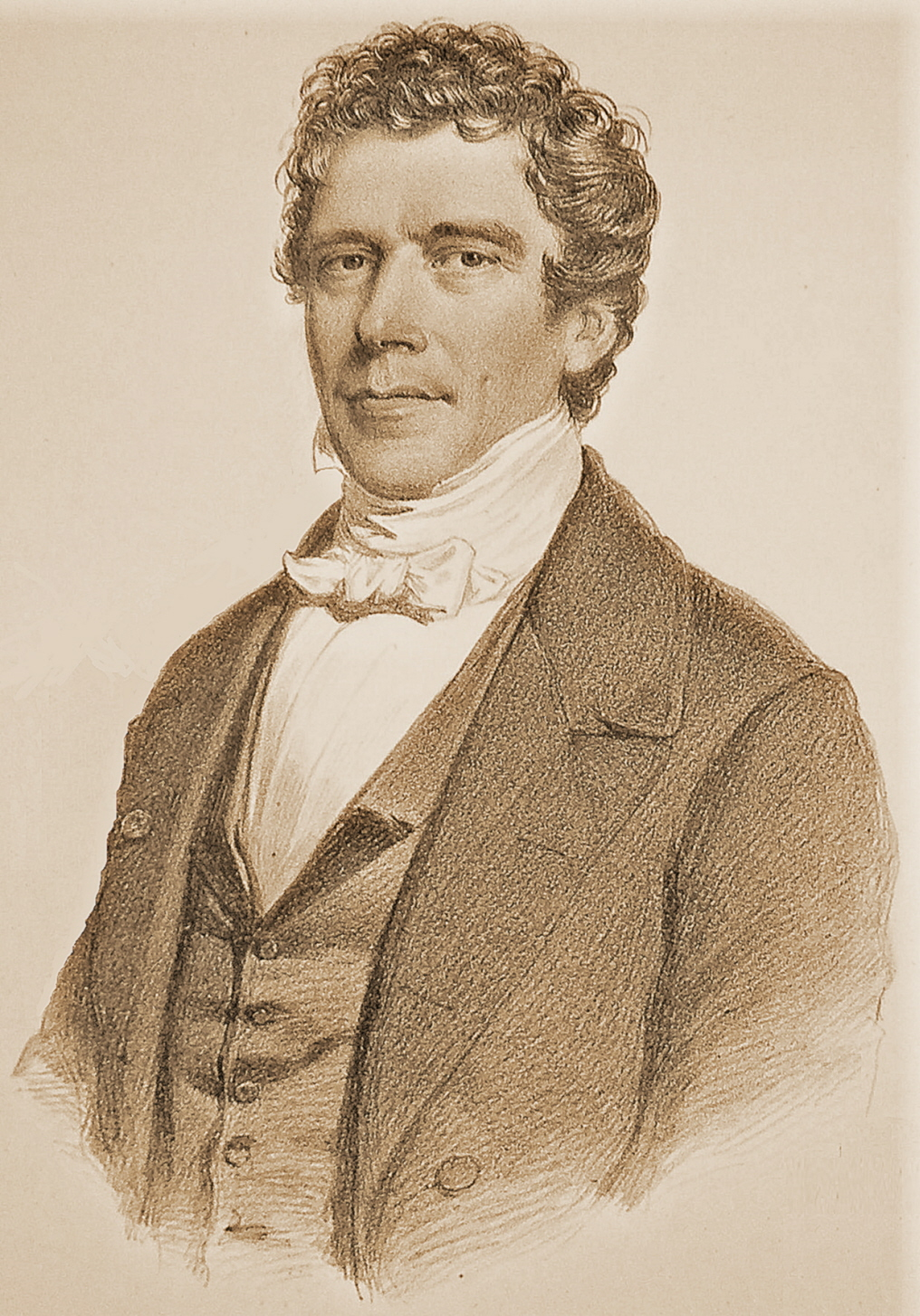
Charles Rogier, membre de la loge L'Union des Peuples Bruxelles (GOB).

François Van Campenhout, auteur de La Brabançonne, membre des Amis Philanthropes à Bruxelles.

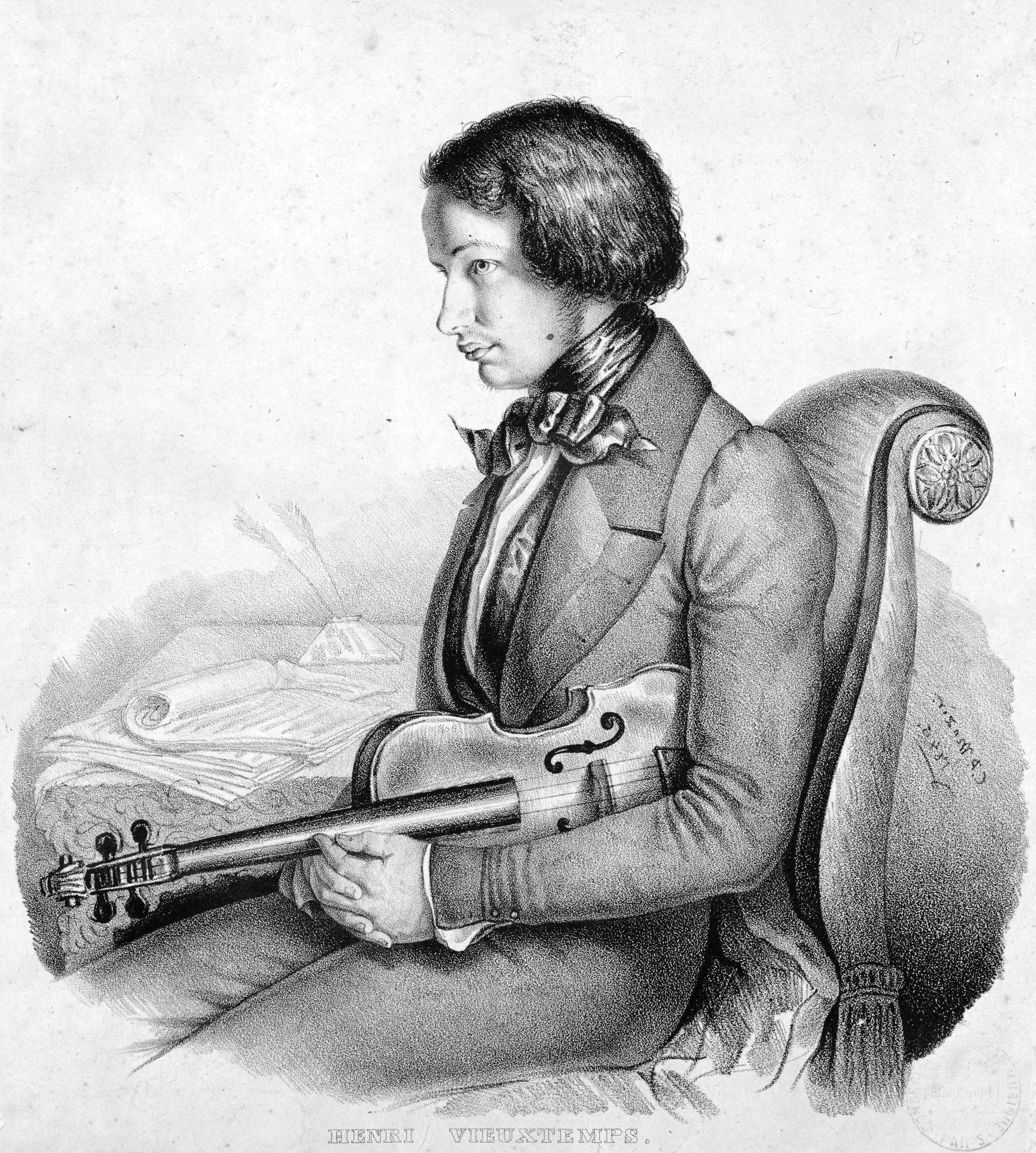
Henri Vieuxtemps, violoniste et compositeur, membre de la loge Les Amis Philanthropes, Bruxelles et Les Vrais Amis de l'union et du progrès réunis (GOB).

- Joseph Gustave Ernest Allard (1840-1878), homme politique libéral, Les Vrais Amis de l'union et du progrès réunis, Bruxelles.
- Émile André(1850-1897), homme politique libéral, les Vrais amis de l'union et du progrès réunis[4].
- Jules Anspach (1829-1879), juriste, bourgmestre de Bruxelles, membre des « Amis philanthropes ».
- Louis Artan de Saint-Martin (1837-1890), artiste peintre, Les Amis Philanthropes, Bruxelles (GOB)[5]
- Comte Alexandre d'Aubremé (1773-1835), homme politique conservateur, Les Vrais Amis de l'union et du progrès réunis Bruxelles.
- Jules Bara (1835-1900), homme politique libéral et ministre, Les Vrais Amis de l'Union et du Progrès Réunis Bruxelles et Les Amis Philanthropes (no 1) Bruxelles.
- Auguste Baron (1794-1862), homme de lettres et enseignant, Les Amis philanthropes.
- Frédéric Basse (1785-1848), industriel et homme politique.
- Valentin Bender (1801-1873), compositeur, Les Amis Philanthropes (no 1) Bruxelles (GOB).
- Peter Benoit (1834-1901), compositeur, Les Vrais Amis de l'Union et du Progrès Réunis Bruxelles (GOB).
- Henri Bergé, chimiste, homme politique libéral, recteur de l'ULB, grand-maître du Grand-Orient.
- Tony Bergmann (1835-1874), écrivain flamand et avocat, Les Vrais Amis de l'Union et du Progrès Réunis Bruxelles (GOB).
- Charles-Auguste de Bériot (1802-1870), violoniste et compositeur, Les Amis Philanthropes, Bruxelles (GOB)[6]
- Victor Besme (1834-1904), arpenteur et urbaniste belge.
- Constantin Beyens (Deinze, 15 septembre 1758 - Gand, 12 décembre 1808), avocat, Les Amis philanthropes.
- Albert Guillaume Marie Beyens, magistrat puis avocat (Deinze, 8 novembre 1760 - Bruxelles, 7 novembre 1827), Les Amis philanthropes
- Jean-Baptiste Justin Beyens, avocat (Deinze, 5 juin 1766 - Bruxelles, 1er novembre 1829), Les Amis Philanthropes.
- Gustave Boël (1837-1912), industriel, propriétaire des forges et Laminoirs Ernest Boucquéau, à La Louvière, membre des vrais Amis de l'Union et du Progrès réunis.
- François-Joseph Boulanger (1819-1873), artiste peintre, Les Amis Philanthropes (no 1) Bruxelles (GOB).
- Charles de Brouckère (1796-1860), membre du Congrès National, homme politique libéral, ministre et bourgmestre de Bruxelles.
- Henri de Brouckère (1801-1891), membre du Congrès national et ministre Bruxelles.
- Charles Buls (1837-1914), bourgmestre de Bruxelles, homme politique libéral, Les Amis Philanthropes (no 1) Bruxelles (GOB) et Les Amis Philanthropes no 2 Bruxelles (GOB).
- Antoine Cardon (1739-1822), peintre et graveur.
- Alban Chambon (1847-1928), décorateur, ornemaniste et architecte.
- Paul Clays (1817-1900), artiste-peintre.
- Fernand Cocq (1861-1940), homme politique libéral et ministre, membre de la loge Les Vrais Amis de l'Union et du Progrès Réunis Bruxelles (GOB).
- Nicolas Joseph Daine (1782-1843), général d'armée, Les Amis Philanthropes no 1 Bruxelles (GOB).
- Antoine Dansaert (1818-1890), député et juge au tribunal de commerce de Bruxelles.
- Charles De Coster (1827-1879) écrivain belge francophone.
- Eugène Defacqz, (1797-1871), homme politique libéral et magistrat.
- Émile De Mot (1835-1909), homme politique libéral et bourgmestre de Bruxelles ;
- Julien Dillens (1849-1904), sculpteur, membre des Vrais amis de l'Union et du progrès réunis.
- Édouard Ducpétiaux (1804-1868), journaliste, Les Vrais Amis de l'Union et du Progrès Réunis Bruxelles (GOB).
- Jean-Baptiste Eblé (1758-1812), général, Les Amis Philanthropes no 1 Bruxelles (GOdF).
- André-Napoléon Fontainas (1807-1863), homme politique libéral et Bourgmestre de Bruxelles, Les Vrais Amis de l'Union Bruxelles (GOB) en Les Amis Philanthropes (no 1) Bruxelles (GOB).
- Charles-Auguste Fraikin (1817-1893), sculpteur, (GOB).
- Isabelle Gatti de Gamond (1839-1905), féministe, spécialiste belge de l'éducation.
- Guillaume Geefs (1805-1883), sculpteur et homme politique libéral, (GOB).
- Julius De Geyter (1830-1905), fondateur de la ligue libérale flamande, Les Vrais Amis de l'Union et du Progrès Réunis Bruxelles (GOB), Les Amis du Commerce et du Progrès Réunis Anvers (GOB).
- Alexandre Gendebien (1789-1869), avocat et homme politique, (GOB).
- Eugène Goblet d’Alviella (1846-1925), homme politique et professeur d'histoire des religions à l'Université libre de Bruxelles.
- Gilles-Lambert Godecharle, (1751-1835), sculpteur.
- Léonard Greindl (1798-1875), général et ministre, (GOB).
- Louis Gruyer (1778-1866), philosophe. En poste à Narbonne, il est initié au Rite Primitif de Narbonne par le marquis de Chefdebien, le 14 février 1808, à la loge des Philadelphes, G.O.D.F., dont il sera secrétaire et sera élevé au degré de S.P.R.C.
- Carlos de Haes (1826-1898), artiste peintre, Les Vrais Amis de l'Union et du Progrès Réunis Bruxelles (GOB).
- Paul Hankar (1859-1901), architecte, (GOB).
- Charles-Louis Hanssens (1802-1871), compositeur de musique, membre des Vrais Amis de l'Union et du Progrès réunis.
- Adolphe le Hardy de Beaulieu (1814-1894), ingénieur civil et économiste libéral belge.
- Laurent Hart (1810-1860), médailleur, membre des Vrais Amis de l'Union.
- Pierre-Jean Hellemans (1787-1845), artiste peintre, Les Vrais Amis de l'Union et du Progrès Réunis Bruxelles (GOB).
- Emmanuel Hiel (1834-1899), poète flamand, Les Amis Philanthropes no 1 Bruxelles (GOB).
- Victor Horta, (1861-1947), architecte Art nouveau.
- Victor Jamaer, (1825-1902), architecte.
- Paul Janson (1840-1913), homme politique libéral et ministre, (GOB).
- Charles Janssen, (1851-1918), Commandeur de l'Ordre de Léopold, avocat et échevin de Bruxelles.
- Léopold Ier de Belgique (1790-1865), roi des Belges.
- Louis Jehotte (1803-1884), sculpteur, (GOB).
- Lucien Jottrand (1804-1877), écrivain, (GOB).
- Prince Eugène de Ligne (1804-1880), homme politique libéral, Les Vrais Amis de l'Union et du Progrès Bruxelles (GOB).
- Henry Charles Litolff (1818 - 1891), compositeur, Les Amis du Progrès Bruxelles (GOB) et Les Amis Philanthropes (no 1) Bruxelles (GOB).
- Félix de Merode (1891-1857), révolutionnaire belge et ministre, membre de la loge l'Union des Peuples, à Bruxelles (GOB).
- Constantin Meunier (1831-1905), écrivain et sculpteur, Les Amis Philanthropes (no 1) Bruxelles (GOB).
- François-Joseph Navez (1787-1869), peintre néoclassique.
- Xavier-Victor Olin (1836-1899), recteur de l'Université libre de Bruxelles et homme politique libéral, membre des Amis philanthropes(GOB).
- Frédéric d'Orange-Nassau(1797-1881), loge L'Espérance, Bruxelles (Grand Orient des Pays-Bas), fut grand maître provincial.
- Guillaume d'Orange-Nassau (1792-1849), roi des Pays-Bas, membre de la loge L'Espérance, Bruxelles (Grand Orient des Pays-Bas).
- Auguste Orts (1814-1880), avocat, jurisconsulte, historien, homme politique, professeur à l'Université libre de Bruxelles et avocat à la Cour de cassation.
- Félix Pardon, compositeur et pianiste
- Edmond Picard (1836-1924), jurisconsulte et homme de lettres.
- François-Joseph Pfeiffer, peintre d'origine allemande, mais né à Liège en 1778 et décédé à Terborg, aux Pays-Bas, en 1835, il fit partie de la loge bruxelloise des Amis Philanthropes.
- Louis de Potter (1786-1856), révolutionnaire belge et membre du Congrès national, loge La Paix Bruxelles (GOB).
- Pierre-Louis Prieur
- Jean Raikem (1787-1875), homme politique conservateur et ministre, Les Vrais Amis de l'Union et du Progrès Réunis Bruxelles (GOB).
- Alphonse Renard (1842-1903), jésuite, géologue, loge Les Amis Philanthropes Bruxelles (GOB).
- Bruno Renard (1804-1879), lieutenant-général, homme politique libéral et ministre, L'Union Militaire Beverlo et Les Vrais Amis de l'Union et du Progrès Réunis Bruxelles (GOB), fut grand maître.
- François Roffiaen (1820-1898), artiste-peintre (Les Vrais Amis de l'union et du progrès réunis).
- Charles Rogier (1800-1885), membre du Congrès national, révolutionnaire belge, loge L'Union des Peuples Bruxelles (GOB).
- Nicolas Rouppe (1769-1838), homme politique, bourgmestre de Bruxelles.
- Adolphe Samyn, (1842-1903), architecte.
- Léopold Sancke (1815-1874), doyen de la Faculté de Droit de l'Université libre de Bruxelles, d'une famille originaire d'Allemagne.
- Adrien-François Servais (1807-1866), musicien, violoncelliste et compositeur, Les Vrais Amis de l'Union Bruxelles (GOB)
- Joseph-François Snel (1793-1863), compositeur et membre de la Société d'Apollon, Bruxelles (GOB).
- Goswin de Stassart (1780-1854), homme politique et écrivain, premier Grand Maître du Grand Orient de Belgique
- Armand Steurs (1842-1899), homme politique libéral et bourgmestre de Saint-Josse-ten-Noode,(GOB).
- Isidore Teirlinck (1851-1934), écrivain flamand, Les Amis Philanthropes (no 1) Bruxelles (GOB).
- Guillaume Tiberghien (1819-1901), philosophe et professeur à l'Université libre de Bruxelles (GOB).
- Jean-François Tielemans (1799-1887), homme politique libéral et ministre.
- André Dieudonné Trumper, médecin et philanthrope.
- François Van Campenhout (1779-1848), compositeur, auteur de La Brabançonne, Les Amis Philanthropes no 1 Bruxelles (GOB).
- Léon Vanderkindere (1841-1906), homme politique libéral et bourgmestre d'Uccle.
- Félix Vanderstraeten (1823-1884), homme politique libéral et bourgmestre de Bruxelles (GOB).
- Auguste van Dievoet (1803-1865), historien du droit, jurisconsulte et avocat à la Cour de cassation belge.
- Henri van Dievoet (1869-1931), architecte.
- Juan Van Halen (1788-1864), général révolutionnaire en 1830.
- Pierre Van Humbeeck (1829-1890), homme politique libéral et ministre, fut grand-maître du Grand Orient de Belgique entre 1869 et 1871.
- Baron Joseph van der Linden d'Hooghvorst (1782-1846), homme politique libéral et membre du Congrès National.
- Jean-Baptiste Van Mons (1765-1842), pharmacien, chimiste, botaniste, agronome, professeur à l'École centrale de Bruxelles et à l'Université d'État de Louvain.
- Eugène Verboeckhoven (1798-1881), artiste peintre.
- Pierre-Théodore Verhaegen (1796-1862), avocat, chef du Parti libéral et fondateur de l'Université libre de Bruxelles.
- François Verly (1760-1822), architecte, vénérable maître de la loge l'Espérance à l'Orient de Bruxelles.
- Alfred Verwée (1838-1895), artiste peintre.
- Henri Vieuxtemps, (1820-1881), violoniste et compositeur, membre de la loge Les Amis Philanthropes, Bruxelles et Les Vrais Amis de l'union et du progrès réunis (GOB).
- Vicomte Philippe Vilain XIIII (1778-1856), homme politique conservateur, membre du Congrès national de Belgique, La Bonne Amitié Namur (GOB) et Les Amis Philanthropes no 1 Bruxelles (GOB).
- Auguste de Wargny, Grand Orateur de la grande loge, Vénérable de la loge "Le Travail" en 1840, magistrat et auteur de plusieurs livres maçonniques[7]. Il a écrit également de manière anonyme Esquisses de la révolution belge de 1830 (1830) et son Supplément aux esquisses (1831).
- Alphonse Wauters (1817-1898), historien et archiviste de la Ville de Bruxelles, Les Vrais Amis de l'Union et du Progrès Réunis Bruxelles (GOB).
- François-Jean Wyns de Raucourt (1779-1857), homme politique libéral et bourgmestre de Bruxelles.